# Tough as Nails
Tough as Nails é um reality show de competição estadunidense, que estreou na CBS em 8 de julho de 2020. O programa é apresentado por Phil Keoghan e apresenta participantes competindo em desafios em locais de trabalho, que testam sua resistência, resultando em um participante sendo eliminado a cada episódio.

## Formato
Doze competidores são testados em competições em locais de trabalho do mundo real, através de tarefas que testam sua força, resistência, competência psicossocial e resistência mental. Os competidores competem em desafios de equipes de 6 contra 6, competições individuais e em batalhas de eliminação, conhecidas como 'Horas extras'. Ao contrário de outras competições de realidade, os competidores que perdem os desafios de eliminação não saem do jogo e ainda têm a oportunidade de ganhar prêmios adicionais durante as competições por equipes. Cada competição de equipe dá à equipe vencedora $ 12.000 ($ 2.000 por membro) e vence a equipe que desafia o Distintivo de Honra. A equipe que tiver coletado o maior número de Distintivos de Honra até o final da temporada recebe um bônus em dinheiro adicional de US$ 60.000 (US$ 10.000 por membro). Se ambas as equipes tiverem o mesmo número de Distintivos de Honra, elas realizarão um desempate.
Em cada episódio, os competidores competem em desafios individuais para permanecer na disputa pelo grande prêmio. Os desempenhos mais baixos em cada desafio individual são enviados para a prorrogação, com o perdedor do desafio da prorrogação eliminado da competição individual. No final da temporada, um competidor é coroado o campeão e ganha o grande prêmio de US $ 200.000 e um caminhão Ford Super Duty.

## Produção
Em 3 de outubro de 2019, foi anunciado que a CBS havia encomendado a produção de Tough as Nails com um pedido de dez episódios. Phil Keoghan apresenta o programa e atua como produtor executivo ao lado de sua esposa, Louise. No início de novembro do mesmo ano, ocorreu uma seleção nacional de elenco nas cidades de St. Louis, Chicago, Detroit, Nova Iorque, Cincinnati e Las Vegas. Em 29 de abril de 2020, foi anunciado que Tough as Nails estrearia em 8 de julho de 2020, fazendo uma estreia de duas horas.
Em 12 de agosto de 2020, o programa foi renovado para uma segunda temporada, que estreou em 10 de fevereiro de 2021. A seguir, em 14 de abril de 2021, foi divulgado que Tough as Nails havia sido renovada por mais duas temporadas, with the third season premiering on October 6, 2021. com a terceira temporada estreando em 6 de outubro de 2021. O programa foi posteriormente renovado para uma quinta temporada em 9 de março de 2022. Além disso, a partir da quinta temporada, canadenses tornaram-se elegíveis para se inscrever em Tough as Nails.

## Episódios
| Temporada | Temporada | Concorrentes | Episódios | Episódios | Originalmente exibido   | Originalmente exibido |
| Temporada | Temporada | Concorrentes | Episódios | Episódios | Estreia da temporada    | Final da temporada    |
| --------- | --------- | ------------ | --------- | --------- | ----------------------- | --------------------- |
|           | 1         | 12           | 10        | 10        | 8 de julho de 2020      | 2 de setembro de 2020 |
|           | 2         | 12           | 10        | 10        | 10 de fevereiro de 2021 | 14 de abril de 2021   |
|           | 3         | 12           | 10        | 10        | 6 de outubro de 2021    | 8 de dezembro de 2021 |

## Recepção
Joel Keller, escrevendo para o website Decider, disse que os desafios de equipe eram mais intrigantes, apesar dos desafios individuais terem mais em jogo.

## Prêmios e indicações
| Ano  | Premiação                      | Categoria                  | Beneficiário   | Resultado | Ref.   |
| ---- | ------------------------------ | -------------------------- | -------------- | --------- | ------ |
| 2021 | Critics' Choice Real TV Awards | Melhor Série de Competição | Tough as Nails | Indicado  | [ 22 ] |

## Versões internacionais
| País    | Nome               | Apresentador(es)            | Emissora | Ref.          |
| ------- | ------------------ | --------------------------- | -------- | ------------- |
| Bélgica | De Sterkste Handen | Natalia e Sergio Quisquater | VTM      | [ 23 ] [ 24 ] |